# Ланталь
Ланталь (нем. Lahntal) — община в Германии, в земле Гессен. Подчиняется административному округу Гиссен. Входит в состав района Марбург-Биденкопф.  Население составляет 6979 человек (на 31 декабря 2010 года). Занимает площадь 40,49 км².
Община подразделяется на 7 сельских округов.

## Фотографии

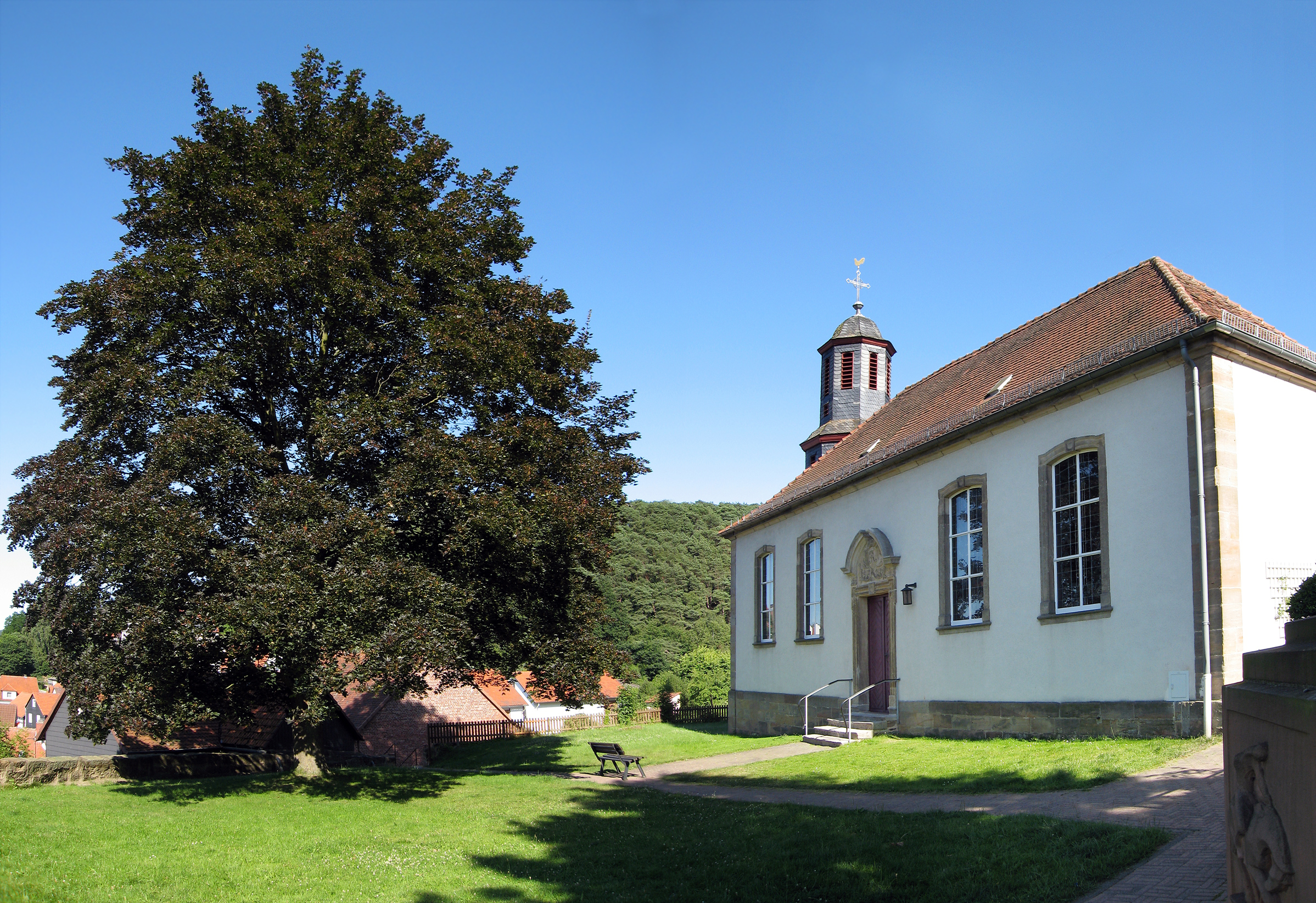
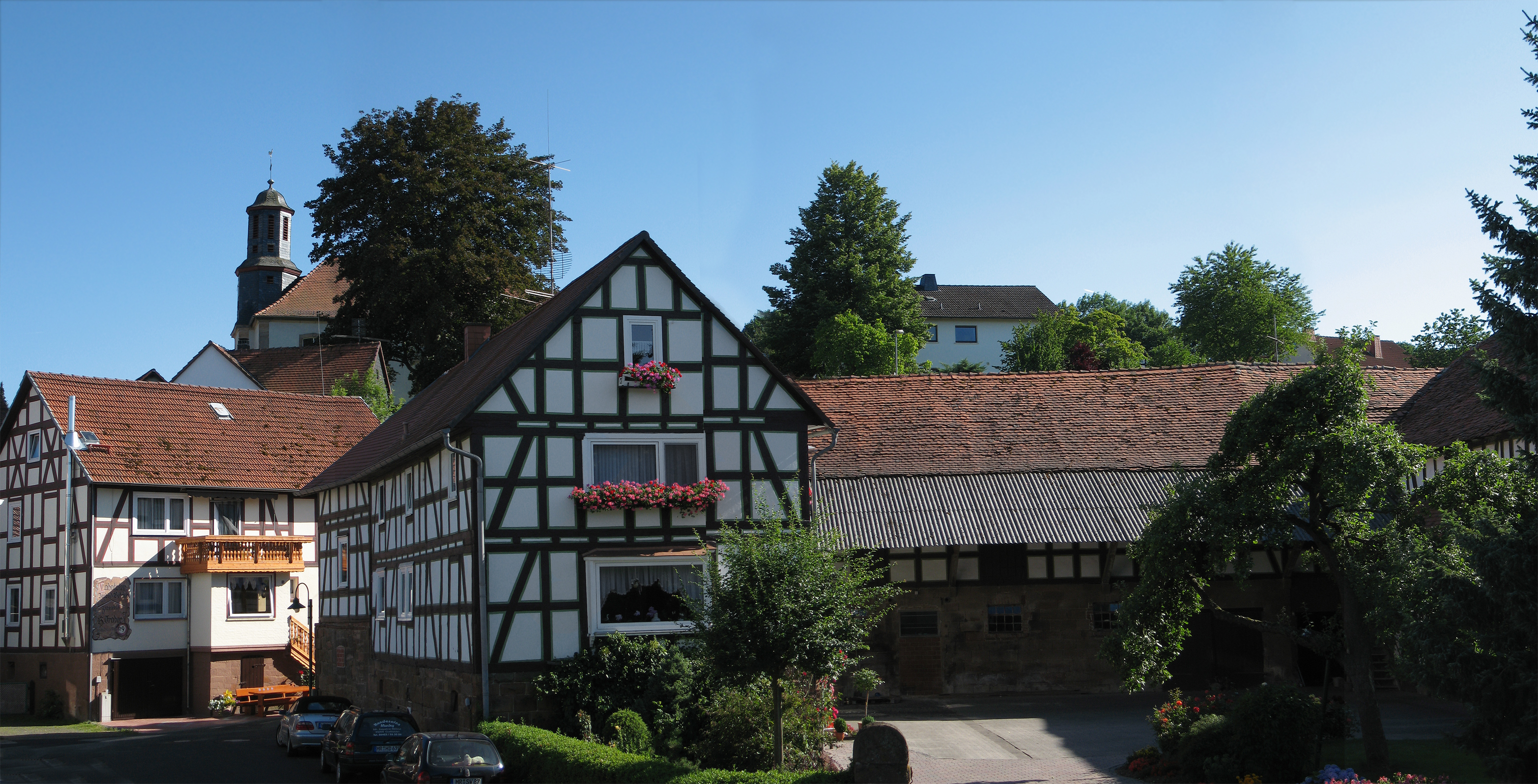
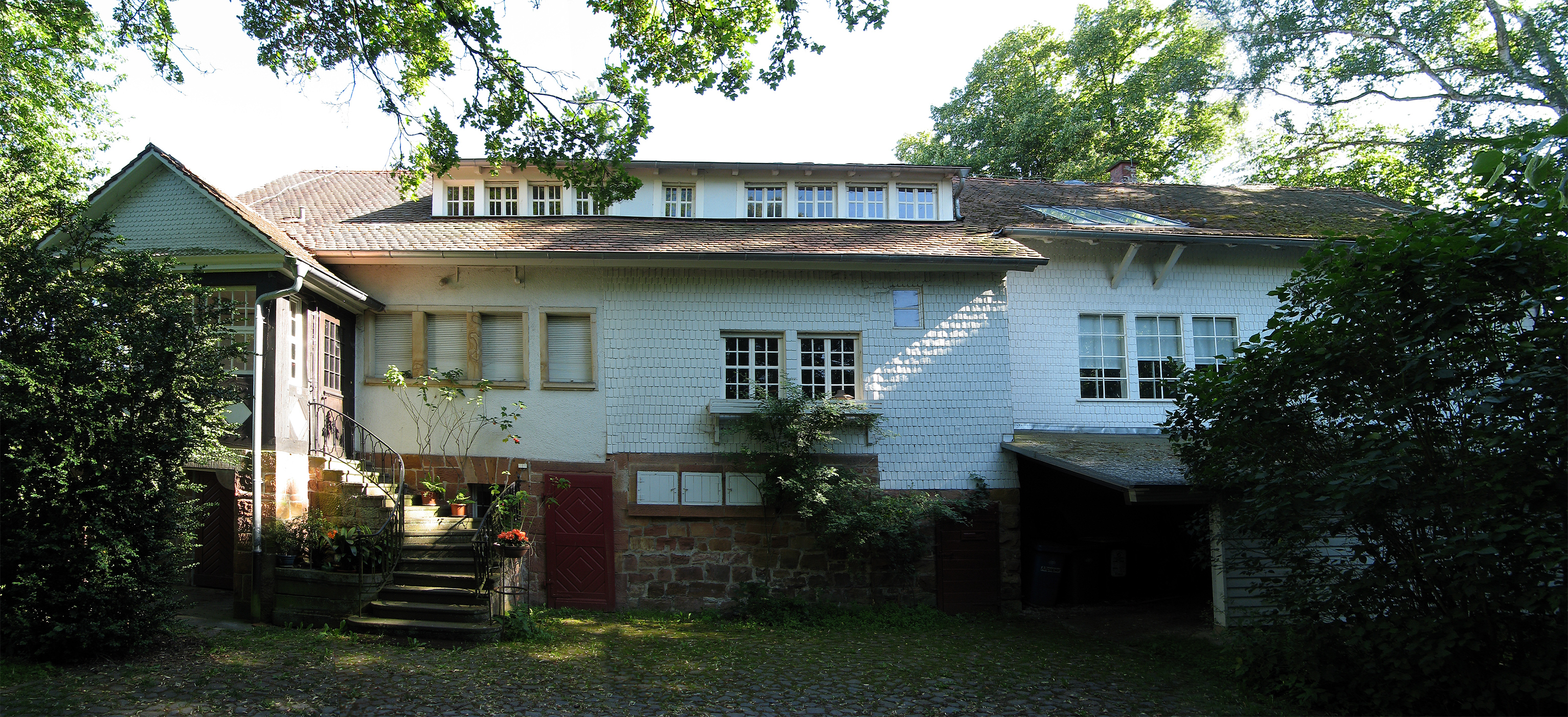